# ドン・ランカスター
ドナルド・E・"ドン"・ランカスター（Donald E. "Don" Lancaster） は、アメリカ合衆国の電子工学者・著述家である。
電子工学に関する多数の書籍や記事の著者であり、『ポピュラーエレクトロニクス』、『ラジオ＝エレクトロニクス』、『Dr. Dobb's Journal』、『73』、『バイト』など、1970年代のコンピュータ関連、電子工学関連の雑誌に多数の記事を寄稿した。電子工学、コンピュータ、起業家精神に関する書籍の執筆も行った。
一般的な家庭用テレビで再生可能なデジタルビデオ信号を生成することができるコンピュータ用端末「TVタイプライター」を開発したことで、マイクロコンピュータの先駆者とみなされており、多数のマイクロコンピュータやパーソナルコンピュータの誕生につながるコンピュータ革命の基礎を築いた。この設計は、当時完成品の端末の価格が1000ドル以上もする中で、200ドル程度の部品で作ることができたため、初期のマイクロコンピュータのユーザーに広く受け入れられた。
ランカスターは、現在オンデマンド印刷として知られているものの初期の提唱者であり、開発者でもあった。ランカスターは、Apple IIのゲームポートを再利用して、PostScriptコードを直接レーザープリンタに転送することで、自費出版の本を制作した。これにより、高価なMacintoshを使用せず、安価なApple IIを使用して連続的な書籍制作が可能になった。
彼は、Apple Iのキーボードの設計と製造に関わった。

## 著作物
- TTL Cookbook (Macmillan, May 1974). Paperback ISBN 0-672-21035-5
- RTL Cookbook (Sams, 1969). 5th printing (Sams, 1973) Paperback ISBN 0-672-20715-X
- TV Typewriter Cookbook (January 1976). ISBN 0-672-21313-3
- The Incredible Secret Money Machine (January 1978). ISBN 0-672-21562-4
- The Cheap Video Cookbook (Sams, May 1978). Paperback ISBN 0-672-21524-1
- Son of Cheap Video (January 1980). Paperback ISBN 0-672-21723-6
- CMOS Cookbook 1st (Sams, 1977). ISBN 0-672-21398-2, 2nd rev. (Butterworth-Heinemann, January 1997). ISBN 0-7506-9943-4
- The Hexadecimal Chronicles (January 1981). Paperback ISBN 0-672-21802-X
- Don Lancaster's Micro Cookbook (Sams, October 1982). Paperback ISBN 0-672-21828-3
- Assembly Cookbook for Apple II/IIE (Sams, July 1984). Paperback ISBN 0-672-22331-7
- Enhancing Your Apple II (January 1985). Paperback ISBN 0-672-21846-1
- Applewriter Cookbook (January 1986). Paperback ISBN 0-672-22460-7
- The Incredible Secret Money Machine II
- Enhancing Your Apple II and IIe ISBN 0-672-21822-4
- Book-On-Demand Resource Kit
- Lancaster's Active Filter Cookbook (Butterworth-Heinemann, August 1996). Paperback ISBN 0-7506-2986-X
- The Case Against Patents : Selected Reprints from "Midnight Engineering" & "Nuts & Volts" Magazines (Synergetics Press, January 1996). Paperback ISBN 1-882193-71-7